# Хенштедт (Дитмаршен)
Хенштедт (нем. Hennstedt) — община в Германии, в земле Шлезвиг-Гольштейн.
Входит в состав района Дитмаршен. Подчиняется управлению КЛьГ Хеннштедт. Население составляет 1924 человека (на 31 декабря 2010 года). Занимает площадь 21,94 км².
Коммуна подразделяется на 10 сельских округов.

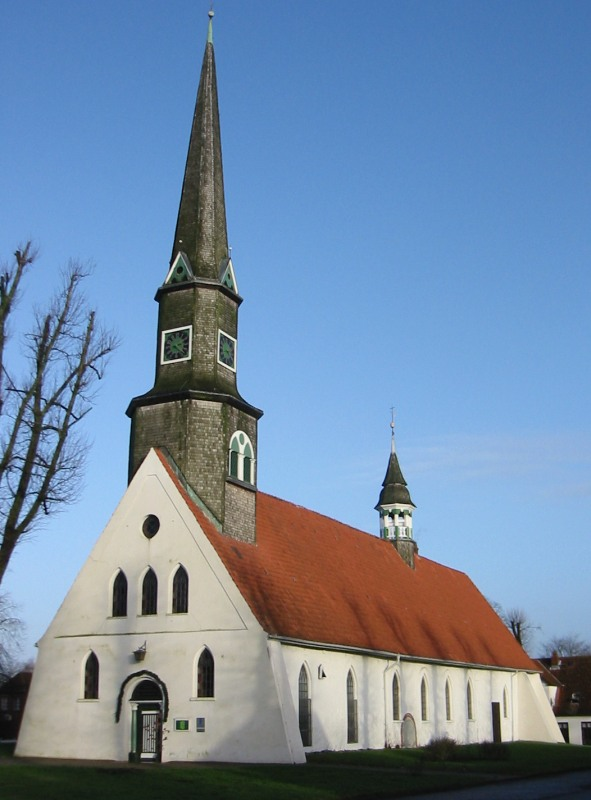
Хенштедт (Дитмаршен)